# آیزاک
آیزاک (به ایتالیایی: Isarco) یک رود در ایتالیا است که در تیرول جنوبی واقع شده‌است.